# USS Farragut (DDG-99)
USS Farragut (DDG 99) – jeden z najnowszych niszczycieli rakietowych Aegis typu Arleigh Burke, przyjęty do służby w Marynarce Wojennej Stanów Zjednoczonych 10 czerwca 2006 r. Bazuje w Naval Station Mayport.

## Historia okrętu
9 stycznia 2004 r., w stoczni Bath Iron Works położono stępkę pod 48 okręt typu Arleigh Burke. W trakcie budowy, wyposażono go m.in. w 4 gazowe turbiny General Electric LM2500 Marine Gas Turbines napędzające dwie śruby. W ciągu 13 miesięcy zbudowano okręt o długości 156,36 m, szerokości 20,11 m, zanurzeniu 9,44 m i pełnej wyporności 9.300 ton, zdolnego do rozwinięcia prędkości przekraczającej 31 węzłów. Okręt zwodowano 23 lipca 2005 r., aby po przejściu prób morskich, 10 czerwca 2006 roku, włączyć go w skład sił zbrojnych USA w ramach US Navy.

## Systemy bojowe okrętu

### Sensory
AN/SPY-1D

48 okręt typu Arleigh Burke wyposażono w najnowszą wersję radaru AN/SPY-1 oznaczoną symbolem 1D (AN/SPY-1D), niwelującą słabości SPY-1, czyniące okręty tego typu coraz mniej przydatnymi na współczesnym polu walki. W nowej wersji radaru, 3-D, o mocy wyjściowej 5 MW, zwiększono przede wszystkim do 500 km zasięg, umożliwiając jednocześnie śledzenie obiektu przekroju RCS piłki golfowej w odległości 165 km. Radar ten przystosowany jest do zwalczania zarówno celów balistycznych i powietrznych – zwłaszcza pocisków manewrujących typu Cruise – jak również celów lądowych. Przy nieprzerwanej możliwości jednoczesnego śledzenia 100 obiektów balistycznych, wciąż zachowuje możliwość jednoczesnego śledzenia obiektów innego rodzaju. Dla celów przyjętej przez US Navy koncepcji działań littorialnych (przybrzeżnych), zainstalowany na USS "Farragut" radar SPY-1, zyskał możliwość wykrywania i namierzania celów lądowych, np. artylerii, moździerzy, wyrzutni balistycznych pocisków rakietowych, systemów SAM. Najnowsza wersja SPY-1 ostatecznie eliminuje największą słabość tej rodziny radarów – niemożliwość przystąpienia do przechwytywania nowych celów przed zakończeniem działania wystrzelonych przez okręt pocisków poprzedniej salwy.
AN/SQQ-89(V)15 USW Combat System Suite

Zapewnia podwodną detekcję, identyfikację, zobrazowanie oraz namierzanie celów podwodnych. System zapewnia także integrację z aktywnym sonarem i podsystemem obróbki danych oraz zobrazowania śmigłowca pokładowego SH-60B Light Airborne Multi-Purpose System (LAMPS) Mk III. AN/SQQ-89 UWS jest systemem w pełni zintegrowanym, działającym w czasie rzeczywistym, zawierającym zestaw akustycznych i środowiskowych sensorów, centrum kontroli misji, centrum informacyjnego i komunikacyjnego oraz podsystemu centrum kontroli ognia. W konfiguracji dla niszczycieli typu Arleigh Burke zawiera 3 zespoły sonarów:
- AN/SQS-53B Hull Mounted Sonar (sonary kadłubowe)
- AN/SQR-19 Towed Array Sonar (sonar z anteną holowaną)
- AN/SQQ-28 LAMPS MK III Sonobuoy Processing System (pokładowy system wsparcia okrętu dla aktywnego sonaru helikoptera pokładowego)

AN/SLQ-32(V)2 Electronic Warfare System

System wczesnego ostrzegania oraz zwalczania zagrożeń w postaci pocisków przeciwokrętowych. Zapewnia wczesne ostrzeganie, identyfikację oraz wyszukiwanie – w celu namierzenia – radaru współdziałającego ze stwarzającym zagrożenie pociskiem przeciwokrętowym. W zakresie obrony bezpośredniej, system podejmuje sterowaną komputerowo automatyczna walkę ze zbliżającym się pociskiem, za pomocą systemu pułapek i celów fałszywych, a także zakłócania elektronicznego.
AN/SPS-67(V)3 Surface Search Radar
Krótkiego zasięgu, dwu-wymiarowy radar nawigacyjny i obserwacji powierzchni oraz przestrzeni działający w zakresie 5450 do 5825-MHz, zapewniający m.in. wykrywanie, śledzenie i namierzanie obiektów nisko lecących, w tym pocisków rakietowych. Radar ten jest odporny za zakłócenia wywołane wybuchem jądrowym. Znajdująca się na wyposażeniu okrętu najnowocześniejsza wersja V3 tego radaru, wprowadza procesor sygnału zapewniający cyfrowy znacznik celów ruchomych (Digital Moving Target Indicator – DMTT). Funkcja ta zapewnia automatyczne anulowanie sygnału niechcianych ech (typu chmury, deszcz, itp.) i wskazywanie jedynie celów ruchomych.

### Uzbrojenie
MK45 MOD 1 Działo kalibru 127 mm
MK 41 Vertical Launching System
Dwa zestawy nieruchomych, pionowych i zainstalowanych na stałe wyrzutni pocisków rakietowych – stanowiących również ich magazyny, na USS Farragut składające się z 48 cel każda (łącznie 96), mieszczących kanistry z pociskami. Wyrzutnie te służą do wystrzeliwania każdego rodzaju znajdujących się w posiadaniu okrętu pocisków rakietowych.
MK 32 MOD 14 Dwie potrójne wyrzutnie torped kalibru 533 mm
RIM-162 Evolved Sea Sparrow Missile (ESSM)
Pociski rakietowe krótkiego zasięgu przeznaczone do samoobrony okrętu. Pociski te zapewniają obronę okrętu przeciwko atakom przeciwokrętowymi pociskami manewrującymi oraz atakom powietrznym. Pocisk ten jest efektem współpracy w jego konstrukcji wielu państw członkowskich Paktu Północnoatlantyckiego (NATO), przy czym w ramach tych prac wykorzystano układ naprowadzania pocisku RIM-7P Sea Sparrow.
Torpedy Mk 46 i Mk 50 Barracuda
MK-53 Decoy Launching System
System zapewniający wysoko efektywną obronę okrętów wielkości krążownika i mniejszych przeciwko nowoczesnym radarowo naprowadzanym pociskom przeciwokrętowym.
MK 36 SRBOC (Super Rapid Blooming Off-board Chaff)
Wyrzutnia celów pozornych, stanowiąca integralny element systemu obronnego okrętu. Cele te służą do obrony okrętu przeciwko rakietowym pociskom przeciw okrętowym, które uniknęły wykrycia i zdołały przedostać się do strefy terminalnej obrony okrętu, stanowiąc bezpośrednie zagrożenie dla niego. System ten instalowany jest łącznie z elektronicznymi systemami bojowymi i pasywnymi środkami przeciwdziałania. Wyrzucane przez system flary, poprzez działanie zakłócające działanie wrogiego radarowego bądź działającego na podczerwień systemu naprowadzającego, stanowią ostatnia linię obrony okrętu.